# Franz Nachbaur (Schauspieler)

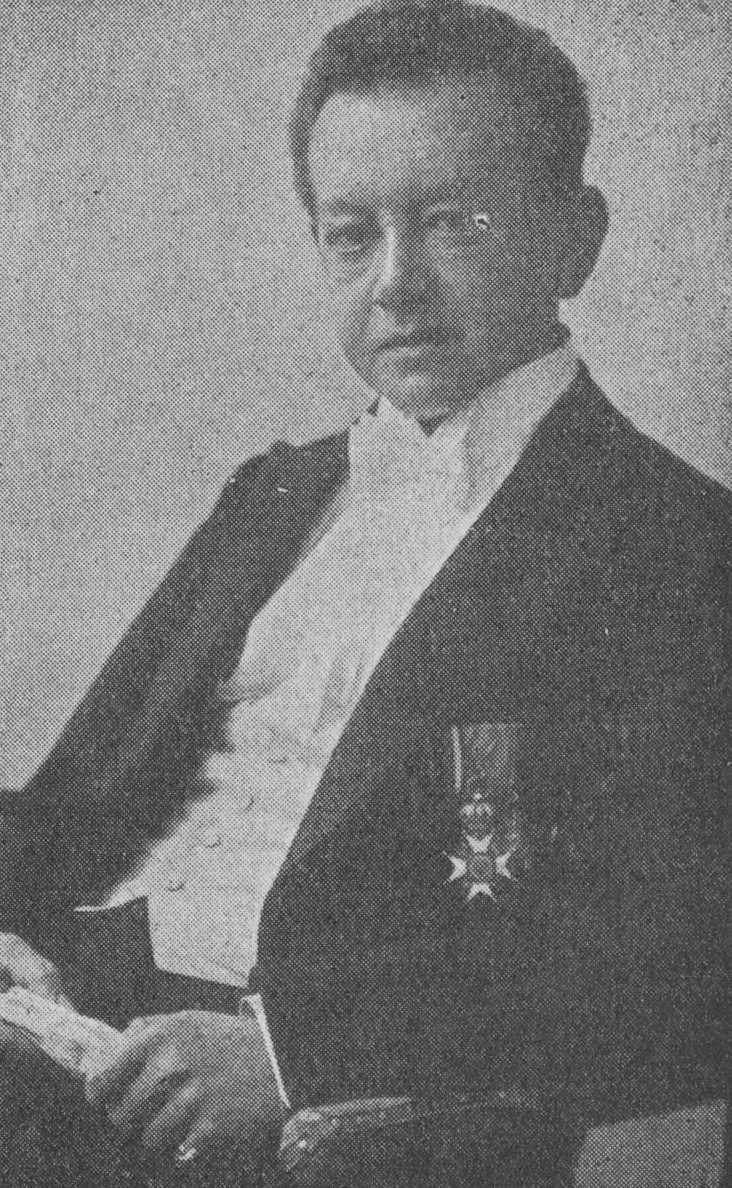
Franz Nachbaur

Franz Nachbaur (* 15. April 1873 in München; † 5. Dezember 1926 in Meiningen) war ein deutscher Schauspieler, Regisseur und Intendant. Er ist der Sohn des Hofkammersängers Franz Innozenz Nachbaur. 

## Leben
1894 war Nachbaur am Hoftheater Gera tätig. Ab 1895 spielte er am Theater Bad Pyrmont und am Berliner Theater, sowie ab 1896 am Meininger Theater, wo er ab 1924 als Intendant tätig war. 1924 war er Gründungsmitglied der Baumbach-Gemeinde.
Das Theatermuseum Meiningen würdigt den Künstler mit mehreren Fotos in seinen Rollen.